# David George
David Harold George (Ciutat del Cap, 23 de febrer de 1976) és un ciclista sud-africà, professional entre el 1999 i el 2009.
En el seu palmarès destaquen 4 edicions del Giro del Cap i 5 campionats nacionals, un en ruta i quatre contrarellotge individual.
Ha participat en tres edicions dels Jocs Olímpics representant el seu país, el 1996, el 2000 i el 2008.

## Palmarès
- 1998
  - Vencedor d'una etapa de la Commonwealth Bank Classic
- 2001
  -  Campió de Sud-àfrica en contrarellotge
- 2002
  - 1r al Giro del Cap i vencedor d'una etapa
- 2003
  -  Campió de Sud-àfrica en ruta
  - 1r al Giro del Cap i vencedor d'una etapa
- 2004
  -  Campió de Sud-àfrica en contrarellotge
  - 1r al Giro del Cap
- 2006
  -  Campió de Sud-àfrica en contrarellotge
  - 1r al Tour de Langkawi
  - Vencedor d'una etapa del Giro del Cap
  -  Medalla de plata en la cursa en línia dels Jocs de la Commonwealth
- 2007
  -  Campió de Sud-àfrica en contrarellotge
  - Vencedor d'una etapa del Giro del Cap
- 2008
  - Vencedor d'una etapa del Giro del Cap
- 2010
  - 1r al Giro del Cap i vencedor d'una etapa

### Resultats a la Volta a Espanya
- 2006. 70è de la classificació general